# Bienvenido a la jungla
Bienvenido a la Jungla es una película de comedia Americana de 2013, dirigida por Rob Meltzer, y protagonizada por Jean-Claude Van Damme, Adam Brody, Megan Boone, Rob Huebel, Kristen Schaal y Dennis Haysbert. La película se estrenó en el Festival de Cine de Newport Beach de 2013.

## Sinopsis
Un equipo de oficina tiene que ir a un seminario de formación de equipos en una isla tropical. El grupo incluye a Chris, un empleado de oficina manso; Phil, un matón que roba sus ideas; Lisa, una gerente de recursos humanos y el interés amoroso de Chris; y Jared, un vago sarcástico. Sin embargo, cuando su guía ex marino es mutilado por un tigre, los trabajadores de oficina tienen que valerse por sí mismos en la jungla.

## Reparto
| Actor                    | Personaje              |
| ------------------------ | ---------------------- |
| Jean-Claude Van Damme    | Tormenta Rothchild     |
| Adam Brody               | Chris                  |
| Megan Boone              | Lisa                   |
| Rob Huebel               | Phil                   |
| Kristen Schaal           | Brenda                 |
| Eric Edelstein           | Jared                  |
| Dennis Haysbert          | Sr. Crawford           |
| Bianca Bree              | Ashley                 |
| Kristopher Van Varenberg | Brett                  |
| Robert Peters            | Dale                   |
| Aaron Takahashi          | Troy                   |
| Brian Tester             | Oficial Superior Naval |
| Stephanie López          | Stephanie              |
| Marcos Sherman           | Marinero Bob           |
| Michael J. Morris        | Michael                |
| Zev Glassenberg          | Luther el Interno      |

## Producción
El rodaje tuvo lugar en Puerto Rico a principios de 2012.

## Recepción
La página de opinión y agregación, Rotten Tomatoes, informa que solo el 25% de los encuestados, ocho críticos dio a la película una crítica positiva; la calificación media es 4.3/10. Metacritic la calificó con un 25/100 basado en siete exámenes. Juan DeFore de The Hollywood Reporter escribió: "Un elenco decente está varado en una isla desierta con un guion más adecuado para una fogata con leña ". Betsy Sharkey del diario Los Angeles Times escribió que la película no es divertida o lo suficientemente inteligente como para trabajar como una sátira o una farsa, aunque no está claro para lo que la película estaba apuntando. Steven Rea del Philadelphia Inquirer la calificó con 1.5/4 estrellas.